# Fred Essler
Fred Essler, nato Fritz Essler (Vienna, 13 febbraio 1895 – Woodland Hills, 17 gennaio 1973), è stato un attore statunitense.

## Filmografia parziale

### Cinema
- Il re del jazz (The Benny Goodman Story), regia di Valentine Davies (1955)
- Cafè Europa (G.I. Blues), regia di Norman Taurog (1960)
- Voglio essere amata in un letto d'ottone (The Unsinkable Molly Brown), regia di Charles Walters (1964)
- La trappola mortale (The Money Trap), regia di Burt Kennedy (1966)

### Televisione
- Adventures of Falcon – serie TV, episodio 1x02 (1954)
- TV Reader's Digest – serie TV, episodi 1x06-2x35 (1955-1956)
- Navy Log – serie TV, episodio 1x24 (1956)
- Telephone Time – serie TV, episodio 1x09 (1956)
- Sugarfoot – serie TV, episodio 1x12 (1958)
- Suspicion – serie TV, un episodio (1958)
- Alfred Hitchcock presenta (Alfred Hitchcock Presents) – serie TV, episodio 4x26 (1959)
- Man with a Camera – serie TV, episodio 2x07 (1959)
- Peter Gunn – serie TV, episodio 2x27 (1960)
- Carovana (Stagecoach West) – serie TV, episodio 1x11 (1960)
- Pete and Gladys – serie TV, episodio 1x20 (1961)
- The Dick Powell Show – serie TV, episodio 2x18 (1963)